# Extracellulaire vloeistof
Extracellulaire vloeistof (extracellular fluid, ECF) of extracellulair vocht is lichaamsvloeistof die zich buiten de lichaamscellen bevindt.
Er zijn twee plaatsen waar extracellulaire vloeistof voorkomt:
1. tussen de cellen: interstitiële vloeistof of weefsel-vloeistof genoemd
2. in het bloed: intravasculaire (binnen de bloedvaten) vloeistof of bloedplasma

Het verschil tussen weefselvloeistof en bloedplasma bestaat er in de eerste plaats uit dat bloedplasma tot vijf keer meer eiwitten bevat: deze macromoleculen passen niet door de capillairen en dus blijft het bloedplasma in de bloedbaan.
Beide soorten extracellulaire vloeistof bestaan uit water met daarin opgeloste zouten, waarbij bloedplasma van interstitiële vloeistof (weefselvocht) verschilt door, naast eerdergenoemde eiwitten, een hoger gehalte aan vitamines en hormonen. Lymfe is weefselvocht dat door de haarvaten van het lymfevatenstelsel uit de weefsels wordt afgevoerd.
De vloeistof binnen de lichaamscellen, de intracellulaire vloeistof bestaat uit (intracellulair) water met daarin opgelost eigen specifieke elektrolyten.
Tussen de vloeistoffen in de genoemde drie compartimenten bestaan dus aanzienlijke verschillen in samenstelling.